# Tephrina philbyi
Tephrina philbyi là một loài bướm đêm trong họ Geometridae.